# Juventae Cavi
Gli Juventae Cavi sono una formazione geologica della superficie di Marte.